# Bokermannohyla hylax
Espèce
Synonymes
- Hyla hylax Heyer, 1985

Statut de conservation UICN

 LC  : Préoccupation mineure
Bokermannohyla hylax est une espèce d'amphibiens de la famille des Hylidae.

## Répartition
Cette espèce est endémique du Brésil. Elle se rencontre jusqu'à 1 000 m d'altitude dans la Serra do Mar le long de la côte des États de Rio de Janeiro, de São Paulo, du Paraná et de Santa Catarina.

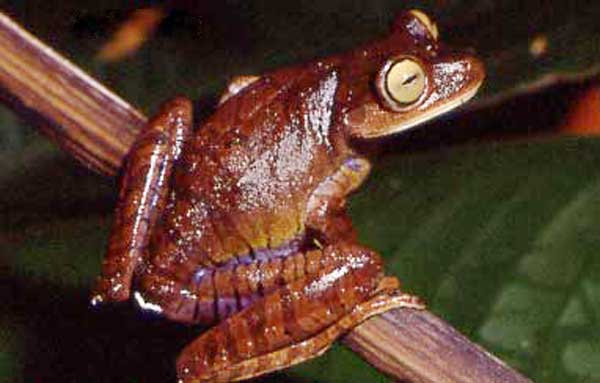
Bokermannohyla hylax

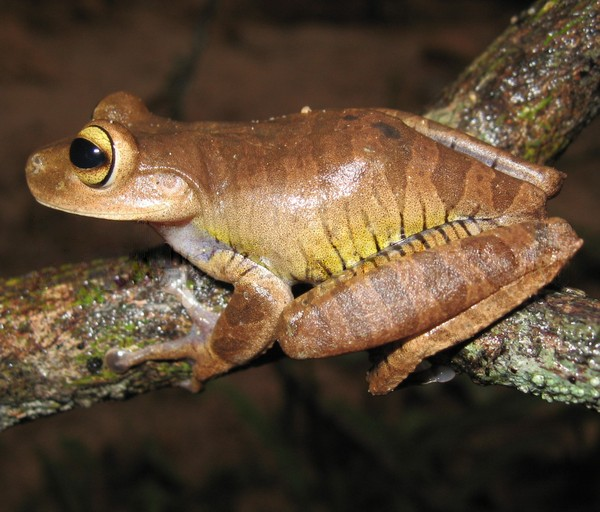
Bokermannohyla hylax

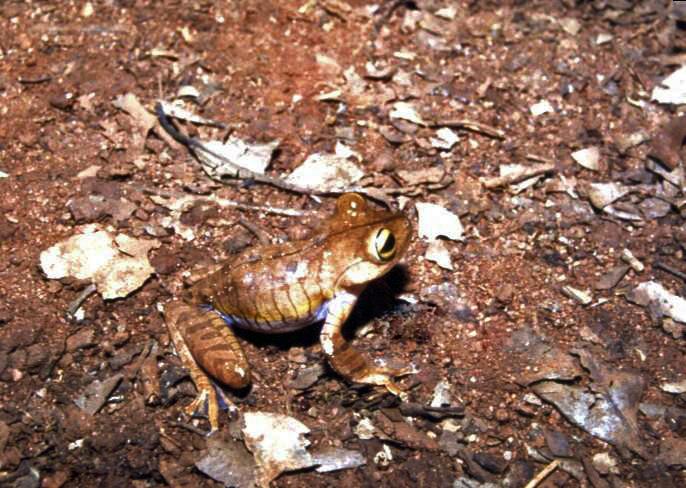
Bokermannohyla hylax

## Publication originale
- Heyer, 1985 : New species of frogs from Boraceia, Sao Paulo, Brazil. Proceedings of the Biological Society of Washington, vol. 98, no 3, p. 657-671 (texte intégral).